# Canottaggio ai Giochi della XXX Olimpiade - Singolo femminile
Il singolo femminile dei Giochi della XXX Olimpiade si è svolta tra il 28 luglio e il 4 agosto 2012. Hanno partecipato 28 equipaggi.
La gara è stata vinta dalla ceca Miroslava Knapková con il tempo di 7'54"37; l'argento e il bronzo sono andati rispettivamente a Fie Udby Erichsen e a Kim Crow.

## Formato
La competizione si svolge su quattro turni, in ognuno dei quali i primi tre classificati di ogni batteria avanzano al turno successivo. Gli equipaggi eliminati al primo turno competono in tre batterie di ripescaggio, ognuna delle quali qualifica altri due atleti al secondo turno.
Gli equipaggi eliminati partecipano ad un analogo tabellone che determina i piazzamenti.

## Programma
| Data            | Ora (BST/UTC+1) | Turno            |
| --------------- | --------------- | ---------------- |
| 28 luglio 2012  | 13:30           | Batterie         |
| 29 luglio 2012  | 10:20           | Ripescaggi       |
| r31 luglio 2012 | 11:40           | Quarti di finale |
| 2 agosto 2012   | 9:30            | Semifinali C/D   |
| 2 agosto 2012   | 11:10           | Semifinali       |
| 4 agosto 2012   | 9:30            | Finali           |
| 4 agosto 2012   | 12:30           | Finale A         |

## Risultati

### Batterie
| Pos. | Atleti             | Nazione       | Tempo   | Note |
| ---- | ------------------ | ------------- | ------- | ---- |
| 1    | Emma Twigg         | Nuova Zelanda | 7'40"24 | Q    |
| 2    | Donata Vištartaitė | Lituania      | 7'43"07 | Q    |
| 3    | Sanita Puspure     | Irlanda       | 7'49"35 | Q    |
| 4    | Kissya da Costa    | Brasile       | 8'07"75 | Q    |
| 5    | Lucia Palermo      | Argentina     | 8'07"89 | R    |
| 6    | Soulmaz Abbasi     | Iran          | 8'17"46 | R    |

| Pos. | Atleti               | Nazione       | Tempo   | Note |
| ---- | -------------------- | ------------- | ------- | ---- |
| 1    | Kim Crow             | Australia     | 7'41"18 | Q    |
| 2    | Nataliya Mustafayeva | Azerbaigian   | 7'46"01 | Q    |
| 3    | Micheen Thornycroft  | Zimbabwe      | 7'47"10 | Q    |
| 4    | Yariulvis Cobas      | Cuba          | 7'48"58 | Q    |
| 5    | Camila Vargas Palomo | El Salvador   | 8'01"60 | R    |
| 6    | Kim Ye-Ji            | Corea del Sud | 8'04"68 | R    |

| Pos. | Atleti                         | Nazione    | Tempo   | Note |
| ---- | ------------------------------ | ---------- | ------- | ---- |
| 1    | Miroslava Knapková             | Rep. Ceca  | 7'24"17 | Q    |
| 2    | Fie Udby Erichsen              | Danimarca  | 7'29"37 | Q    |
| 3    | Marie Louise Dräger            | Germania   | 7'44"23 | Q    |
| 4    | Phuttharaksa Neegree Rodenburg | Thailandia | 7'52"62 | Q    |
| 5    | Svetlana Germanovich           | Kazakistan | 8'01"94 | R    |
| 6    | Racha Soula                    | Tunisia    | 8'19"31 | R    |

| Pos. | Atleti                     | Nazione  | Tempo   | Note |
| ---- | -------------------------- | -------- | ------- | ---- |
| 1    | Zhang Xiuyun               | Cina     | 7'21"49 | Q    |
| 2    | Frida Svensson             | Svezia   | 7'32"61 | Q    |
| 3    | Gabriela Mosqueira Benitez | Paraguay | 7'52"07 | Q    |
| 4    | Haruna Sakakibara          | Giappone | 7'52"98 | Q    |
| 5    | Shwe Zin Latt              | Birmania | 8'10"15 | R    |

| Pos. | Atleti                 | Nazione     | Tempo   | Note |
| ---- | ---------------------- | ----------- | ------- | ---- |
| 1    | Kacjaryna Karstėn      | Bielorussia | 7'30"31 | Q    |
| 2    | Julija Levina          | Russia      | 7'32"06 | Q    |
| 3    | Genevra Stone          | Stati Uniti | 7'33"68 | Q    |
| 4    | Debora Oakley Gonzalez | Messico     | 8'00"17 | Q    |
| 5    | Amina Rouba            | Algeria     | 8'15"94 | R    |

### Ripescaggi
| Pos. | Atleti               | Nazione       | Tempo   | Note     |
| ---- | -------------------- | ------------- | ------- | -------- |
| 1    | Kim Ye-Ji            | Corea del Sud | 7'50"64 | Q        |
| 2    | Lucia Palermo        | Argentina     | 7'52"49 | Q        |
| 3    | Svetlana Germanovich | Kazakistan    | 7'53"63 | Finale E |
| 4    | Amina Rouba          | Algeria       | 8'12"83 | Finale E |

| Pos. | Atleti               | Nazione     | Tempo   | Note     |
| ---- | -------------------- | ----------- | ------- | -------- |
| 1    | Camila Vargas Palomo | El Salvador | 7'53"38 | Q        |
| 2    | Soulmaz Abbasi       | Iran        | 8'05"99 | Q        |
| 3    | Shwe Zin Latt        | Birmania    | 8'09"59 | Finale E |
| 4    | Racha Soula          | Tunisia     | 8'10"76 | Finale E |

### Quarti di finale
| Pos. | Atleti                     | Nazione       | Tempo   | Note           |
| ---- | -------------------------- | ------------- | ------- | -------------- |
| 1    | Kim Crow                   | Australia     | 7'34"29 | Q              |
| 2    | Emma Twigg                 | Nuova Zelanda | 7'39"07 | Q              |
| 3    | Marie Louise Dräger        | Germania      | 7'52"17 | Q              |
| 4    | Debora Oakley Gonzalez     | Messico       | 8'10"97 | Semifinale C/D |
| 5    | Gabriela Mosqueira Benitez | Paraguay      | 8'14"36 | Semifinale C/D |
| 6    | Soulmaz Abbasi             | Iran          | 8'27"28 | Semifinale C/D |

| Pos. | Atleti               | Nazione     | Tempo   | Note           |
| ---- | -------------------- | ----------- | ------- | -------------- |
| 1    | Miroslava Knapková   | Rep. Ceca   | 7'35"35 | Q              |
| 2    | Genevra Stone        | Stati Uniti | 7'39"67 | Q              |
| 3    | Frida Svensson       | Svezia      | 7'40"64 | Q              |
| 4    | Sanita Puspure       | Irlanda     | 7'44"19 | Semifinale C/D |
| 5    | Yariulvis Cobas      | Cuba        | 7'56"89 | Semifinale C/D |
| 6    | Camila Vargas Palomo | El Salvador | 8'07"67 | Semifinale C/D |

| Pos. | Atleti                         | Nazione    | Tempo   | Note           |
| ---- | ------------------------------ | ---------- | ------- | -------------- |
| 1    | Zhang Xiuyun                   | Cina       | 7'39"58 | Q              |
| 2    | Julija Levina                  | Russia     | 7'41"28 | Q              |
| 3    | Donata Vištartaitė             | Lituania   | 7'45"68 | Q              |
| 4    | Micheen Thornycroft            | Zimbabwe   | 7'56"66 | Semifinale C/D |
| 5    | Lucia Palermo                  | Argentina  | 8'06"47 | Semifinale C/D |
| 6    | Phuttharaksa Neegree Rodenburg | Thailandia | 8'16"50 | Semifinale C/D |

| Pos. | Atleti               | Nazione       | Tempo   | Note           |
| ---- | -------------------- | ------------- | ------- | -------------- |
| 1    | Fie Udby Erichsen    | Danimarca     | 7'38"93 | Q              |
| 2    | Kacjaryna Karstėn    | Bielorussia   | 7'42"00 | Q              |
| 3    | Nataliya Mustafayeva | Azerbaigian   | 8'00"26 | Q              |
| 4    | Kim Ye-Ji            | Corea del Sud | 8'00"26 | Semifinale C/D |
| 5    | Haruna Sakakibara    | Giappone      | 8'12"26 | Semifinale C/D |
| 6    | Kissya da Costa      | Brasile       | 8'12"85 | Semifinale C/D |

### Semifinali

#### Semifinali C/D
| Pos. | Atleti                         | Nazione    | Tempo   | Note         |
| ---- | ------------------------------ | ---------- | ------- | ------------ |
| 1    | Sanita Puspure                 | Irlanda    | 7'51"69 | Q (finale C) |
| 2    | Kissya da Costa                | Brasile    | 8'01"64 | Q (finale C) |
| 3    | Phuttharaksa Neegree Rodenburg | Thailandia | 8'03"91 | Q (finale C) |
| 4    | Lucia Palermo                  | Argentina  | 8'09"85 | Finale D     |
| 5    | Debora Oakley Gonzalez         | Messico    | 8'14"03 | Finale D     |
| 6    | Soulmaz Abbasi                 | Iran       | 8'30"74 | Finale D     |

| Pos. | Atleti                     | Nazione       | Tempo   | Note         |
| ---- | -------------------------- | ------------- | ------- | ------------ |
| 1    | Micheen Thornycroft        | Zimbabwe      | 7'51"02 | Q (finale C) |
| 2    | Yariulvis Cobas            | Cuba          | 7'54"22 | Q (finale C) |
| 3    | Camila Vargas Palomo       | El Salvador   | 7'57"22 | Q (finale C) |
| 4    | Kim Ye-Ji                  | Corea del Sud | 7'59"78 | Finale D     |
| 5    | Haruna Sakakibara          | Giappone      | 8'05"65 | Finale D     |
| 6    | Gabriela Mosqueira Benitez | Paraguay      | 8'10"15 | Finale D     |

#### Semifinali A/B
| Pos. | Atleti              | Nazione     | Tempo   | Note     |
| ---- | ------------------- | ----------- | ------- | -------- |
| 1    | Miroslava Knapková  | Rep. Ceca   | 7'42"57 | Q        |
| 2    | Kim Crow            | Australia   | 7'44"69 | Q        |
| 3    | Kacjaryna Karstėn   | Bielorussia | 7'44"94 | Q        |
| 4    | Julija Levina       | Russia      | 7'48"95 | Finale B |
| 5    | Donata Vištartaitė  | Lituania    | 7'56"05 | Finale B |
| 6    | Marie Louise Dräger | Germania    | 8'01"05 | Finale B |

| Pos. | Atleti               | Nazione       | Tempo   | Note     |
| ---- | -------------------- | ------------- | ------- | -------- |
| 1    | Fie Udby Erichsen    | Danimarca     | 7'44"33 | Q        |
| 2    | Zhang Xiuyun         | Cina          | 7'45"58 | Q        |
| 3    | Emma Twigg           | Nuova Zelanda | 7'46"71 | Q        |
| 4    | Genevra Stone        | Stati Uniti   | 7'52"98 | Finale B |
| 5    | Frida Svensson       | Svezia        | 7'54"52 | Finale B |
| 6    | Nataliya Mustafayeva | Azerbaigian   | 8'06"83 | Finale B |

### Finali
| Pos. | Atleti               | Nazione    | Tempo   | Note |
| ---- | -------------------- | ---------- | ------- | ---- |
| 1    | Svetlana Germanovich | Kazakistan | 8'37"08 |      |
| 2    | Amina Rouba          | Algeria    | 8'42"23 |      |
| 3    | Racha Soula          | Tunisia    | 8'49"47 |      |
| 4    | Shwe Zin Latt        | Birmania   | 8'56"06 |      |

| Pos. | Atleti                     | Nazione       | Tempo   | Note |
| ---- | -------------------------- | ------------- | ------- | ---- |
| 1    | Kim Ye-Ji                  | Corea del Sud | 8'32"57 |      |
| 2    | Gabriela Mosqueira Benitez | Paraguay      | 8'34"51 |      |
| 3    | Lucia Palermo              | Argentina     | 8'40"38 |      |
| 4    | Debora Oakley Gonzalez     | Messico       | 8'40"70 |      |
| 5    | Haruna Sakakibara          | Giappone      | 8'42"90 |      |
| 6    | Soulmaz Abbasi             | Iran          | 8'57"98 |      |

| Pos. | Atleti                         | Nazione     | Tempo   | Note |
| ---- | ------------------------------ | ----------- | ------- | ---- |
| 1    | Sanita Puspure                 | Irlanda     | 7'59"77 |      |
| 2    | Micheen Thornycroft            | Zimbabwe    | 8'07"52 |      |
| 3    | Yariulvis Cobas                | Cuba        | 8'14"59 |      |
| 4    | Camila Vargas Palomo           | El Salvador | 8'19"75 |      |
| 5    | Phuttharaksa Neegree Rodenburg | Thailandia  | 8'34"11 |      |
| –    | Kissya da Costa                | Brasile     |         | DNS  |

| Pos. | Atleti               | Nazione     | Tempo   | Note |
| ---- | -------------------- | ----------- | ------- | ---- |
| 1    | Genevra Stone        | Stati Uniti | 7'45"24 |      |
| 2    | Donata Vištartaitė   | Lituania    | 7'47"94 |      |
| 3    | Julija Levina        | Russia      | 7'49"22 |      |
| 4    | Frida Svensson       | Svezia      | 7'56"42 |      |
| 5    | Marie Louise Dräger  | Germania    | 8'11"71 |      |
| 6    | Nataliya Mustafayeva | Azerbaigian | 8'23"64 |      |

#### Finale A
| Pos. | Atleti             | Nazione       | Tempo   | Note |
| ---- | ------------------ | ------------- | ------- | ---- |
|      | Miroslava Knapková | Rep. Ceca     | 7'54"37 |      |
|      | Fie Udby Erichsen  | Danimarca     | 7'57"72 |      |
|      | Kim Crow           | Australia     | 7'58"04 |      |
| 4    | Emma Twigg         | Nuova Zelanda | 8'01"76 |      |
| 5    | Kacjaryna Karstėn  | Bielorussia   | 8'02"86 |      |
| 6    | Zhang Xiuyun       | Cina          | 8'03"10 |      |